# Kerivoula whiteheadi
Kerivoula whiteheadi је врста слепог миша из породице вечерњака (лат. Vespertilionidae).

## Распрострањење
Ареал врсте је ограничен на мањи број држава. Врста је присутна у Индонезији, Малезији, Тајланду и Филипинима.

## Станиште
Станишта врсте су шуме и травна вегетација. Врста је присутна на подручју острва Борнео у Индонезији.

## Угроженост
Ова врста није угрожена, и наведена је као последња брига јер има широко распрострањење.